# Lista över slott och herrgårdar på Öland
Detta är en lista över slott och herrgårdar på Öland.

## Slott och borgar
| Bild | Namn            | Typ        | Kommun   | Läge                                          | BBR id |
| ---- | --------------- | ---------- | -------- | --------------------------------------------- | ------ |
|      | Borgholms slott | slottsruin | Borgholm | 56°52′17″N 16°38′39″Ö / 56.87126°N 16.64411°Ö |        |
|      | Solliden        | slott      | Borgholm | 56°51′55″N 16°38′04″Ö / 56.86528°N 16.63444°Ö |        |

## Kungsgårdar
| Bild | Namn                | Typ       | Kommun     | Läge                                          | BBR id |
| ---- | ------------------- | --------- | ---------- | --------------------------------------------- | ------ |
|      | Borgholms kungsgård | kungsgård | Borgholm   | 56°52′04″N 16°39′31″Ö / 56.86764°N 16.65854°Ö |        |
|      | Ottenby kungsgård   | kungsgård | Mörbylånga | 56°14′01″N 16°24′48″Ö / 56.23353°N 16.41321°Ö |        |

## Medeltida sätesgårdar
Vissa av dessa sätesgårdar hade endast sätesfrihet en kortare tid.
- Horn, Pernäs socken
- Nedre Vannboga/Lundegård, Köpings socken
- Högsrum, Högsrums socken
- Karum, Högsrums socken
- Rälla, Högsrums socken
- Räpplinge, Räpplinge socken
- Högtompta, Gärdslösa socken
- Algutsrum, Algutsrums socken
- Bredinge, Kastlösa socken
- Övra Västerstad, Kastlösa socken
- Bårby, Mörbylånga socken
- Mörbylånga, Mörbylånga socken
- Mysinge, Resmo socken
- Stora Frö, Vickleby socken